# روبرت مور (لاعب هوكي الحقل)
روبرت مور (بالإنجليزية: Robert Moore) هو لاعب هوكي الحقل بريطاني، ولد في 21 مايو 1981.

## وصلات خارجية
- روبرت مور على موقع اللجنة الأولمبية الدولية (الإنجليزية)
- روبرت مور على موقع أوليمبيديا (الإنجليزية)
- روبرت مور على موقع اللجنة الأولمبية البريطانية (الإنجليزية)
- روبرت مور على موقع اتحاد ألعاب الكومنولث (مؤرشف) (الإنجليزية)